# Stanley Grenz
Stanley James Grenz, conhecido como Stanley Grenz, (Alpena (Michigan), 7 de janeiro de 1950-12 de março de 2005) é um pastor, teólogo batista, e escritor estadunidense.

## Biografia
Ele nasceu em 7 de janeiro de 1950 em Alpena (Michigan). Ele estudou na Universidade de Colorado e obteve um Bachelor of Arts em 1973, depois estudou teologia no Denver Seminary e obteve um Mestrado em 1979. Ele também estudou na Universidade de Munique e obteve um Doutorado em Teologia.

### Ministério
Em 1979, ele se tornou pastor da Rowandale Baptist Church em Winnipeg, Manitoba, até 1981. Durante seu ministério em Winnipeg, ele lecionou na Universidade de Winnipeg e no Seminário Teológico de Winnipeg. Em 1981, tornou-se professor de teologia sistemática e ética cristã no North American Baptist Seminary em Sioux Falls (Dakota do Sul), até 1990. Posteriormente, foi professor de teologia e ética em Carey Theological College e Regent College, Vancouver, até 2004. Ele também serviu como pastor interino em várias outras igrejas. Ele foi editor consultor do Christianity Today. Em 2004, tornou-se professor de estudos teológicos na Mars Hill Graduate School em Seattle, Washington.

## Teologia
Suas publicações tratavam principalmente de como o cristianismo evangélico deveria abordar as questões do mundo contemporâneo. Ele escreveu sobre tópicos como sexualidade, história e apologética.

## Vida privada
Ele era casado com Edna Grenz, tinha dois filhos e era membro da First Baptist Church Vancouver (Ministérios Batistas Canadenses).

## Publicações
- Prayer: The Cry for the Kingdom, 1988 (2005 Revised Edition) (ISBN 0-913573-92-2)
- Sexual Ethics: A Biblical Perspective, 1990 (ISBN 0-664-25750-X)
- Revisioning Evangelical Theology: A Fresh Agenda for the 21st Century, 1993 (ISBN 0-8308-1772-7)
- Women in the Church: A Biblical Theology of Women in Ministry, with Denise Muir Kjesbo, 1995 (ISBN 0-8308-1862-6)
- A Primer on Postmodernism, 1996, (ISBN 0-8028-0864-6)
- Created for Community: Connecting Christian Belief With Christian Living, 1996 (1998 Second Edition) (ISBN 0-8010-2125-1)
- 20th Century Theology: God & the World in a Transitional Age with Roger Olson, 1997 (ISBN 0-8308-1525-2)
- Who Needs Theology?: An Invitation to the Study of God's Word – (Olson & Grenz) (1996) ISBN 0-8308-1878-2
- Welcoming but Not Affirming: An Evangelical Response to Homosexuality, 1998, (ISBN 0-664-25776-3)
- Theology for the Community of God, 2000, (ISBN 0-8028-4755-2)
- The Moral Quest: Foundation of Christian Ethics, 2000, (ISBN 0-8308-1568-6)
- Renewing the Center: Evangelical Theology in a Post-Theological Era, 2000 (ISBN 0-8010-2239-8)
- Beyond Foundationalism: Shaping Theology in a Postmodern Context, with John Franke, 2000 (ISBN 0-664-25769-0)
- The Social God and the Relational Self: A Trinitarian Theology of the Imago Dei, 2001, (ISBN 0-664-22203-X)
- Rediscovering the Triune God: The Trinity in Contemporary Theology, 2004 (ISBN 0-8006-3654-6)